# Relations entre la Hongrie et la Slovaquie
Les relations entre la Hongrie et la Slovaquie ont été établies en 1993, faisant suite aux relations hungaro-tchécoslovaques après la dissolution de la Tchécoslovaquie. Les deux pays ont 676 km de frontière commune ; il y a environ 514 000 Hongrois habitant en Slovaquie, ce qui constitue environ 10 % de la population, principalement dans le Sud du pays et environ 17 000 Slovaques en Hongrie (soit environ 0,17 % de la population).
La Hongrie a une ambassade à Bratislava et la Slovaquie a une ambassade et un centre culturel à Budapest, un consulat général à Békéscsaba.
Les deux pays font partie de l'OTAN, de l'Union européenne et du Groupe de Visegrád.
Bien que les deux pays soient alliés, des difficultés subsistent, tenant à l'histoire et à la présence d'une importante minorité magyarophone en Slovaquie. Un accord bilatéral la concernant a été signé en décembre 2003 entre les deux pays.
Les relations sont tendues en raison de la propagande active des partis ultra-nationalistes dans les deux pays, tels que le Jobbik ou le HVIM en Hongrie, et le PNS en Slovaquie.

## Perspectives historiques

### De la Grande-Moravie à la couronne hongroise et à la Tchécoslovaquie

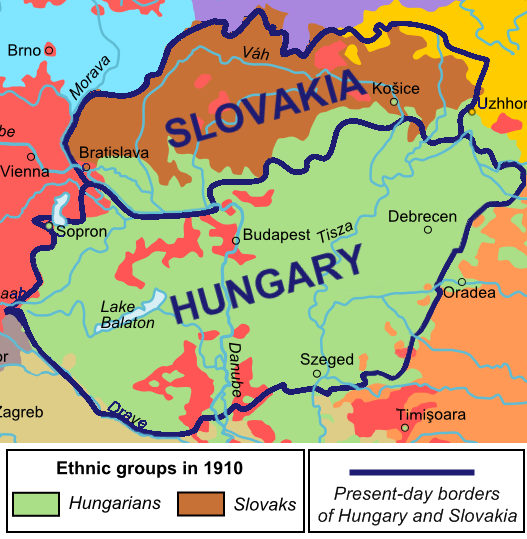
Carte linguistique du recensement austro-hongrois de 1910 avec en superposition les frontières modernes. Les limites linguistiques du slovaque (brun) sont sous-évaluées en comparaison des recensements tchécoslovaques ultérieurs.

Les slaves ancêtres des Slovaques habitent l'actuelle Slovaquie depuis le VIe siècle. Le pays a d'abord fait partie des états slaves de Grande-Moravie et de Nitrie, avant d'être conquis par le royaume de Hongrie au XIe siècle et appelé « Haute-Hongrie » (Felső-Magyarország, Oberungarn, Horné Uhorsko). Avant la formation de la Première république tchécoslovaque, les noms slovaques n'avaient pas de reconnaissance officielle car seul le hongrois était langue officielle. Pozsony (Požun en slovaque, aujourd'hui Bratislava) fut pendant un temps capitale du royaume de Hongrie. L'Autriche-Hongrie ne reconnaissait que les formes allemandes ou hongroises des noms, la langue slovaque n'était enseignée qu'à l'école primaire, et les associations culturelles slovaques étaient étroitement surveillées et souvent persécutées.
Après la dislocation de l'empire austro-hongrois en 1918, en réaction à la situation antérieure, une politique de la slovaquisation a été entreprise, ressentie comme une persécution par le demi-million de Magyars vivant du côté tchécoslovaque de la frontière et majoritaires dans certaines villes comme Košice.
Le Traité de Saint-Germain de 1919 officialisa la fin de l'Autriche-Hongrie et l'indépendance de la Tchécoslovaquie. La Hongrie, devenue brièvement communiste, essaie de récupérer son territoire, entamant au printemps 1919 une guerre contre la Tchécoslovaquie, la Roumanie et les Serbes et créant autour de Prešov une « république slovaque des conseils ». Mais la contre-offensive de la coalition formée autour des légions tchécoslovaques par les armées roumaines et françaises met fin au gouvernement communiste hongrois. En 1920, le traité de Trianon officialise les nouvelles frontières du royaume de Hongrie reconstitué sur un territoire réduit des deux tiers, dont le régent, l'amiral Miklos Horthy, réclame la révision.
En 1938, lors des accords de Munich, la Hongrie de Horthy représentée par son ministre des affaires étrangères Kálmán Kánya, obtient de la Tchécoslovaquie la cession de 11,927 km2 dont 10,390 km2 dans l'actuelle Slovaquie et 1,537 km2 dans l'actuelle Ukraine : ce sont les zones où les Magyars de Tchécoslovaquie sont localement majoritaires. L'année suivante, la Hongrie de Horthy attaque la Slovaquie nouvellement indépendante (guerre hungaro-slovaque de mars 1939) et lui ravit encore 1,697 km2. La magyarisation forcée de la population slave dans les territoires perdus au profit de la Hongrie et la fermeture des institutions nationales slovaques telles que la Matica slovenská ajoutent au ressentiment des slovaques envers leurs anciens maîtres.
La frontière du traité de Trianon est rétablie au traité de paix de Paris en 1947, mais la participation de la République populaire de Hongrie à l'invasion de la Tchécoslovaquie pour mettre fin au socialisme à visage humain et étouffer le Printemps de Prague n'est pas faite pour améliorer les sentiments réciproques hungaro-slovaques.

### Controverses sémantiques et «historisme raisonnable»

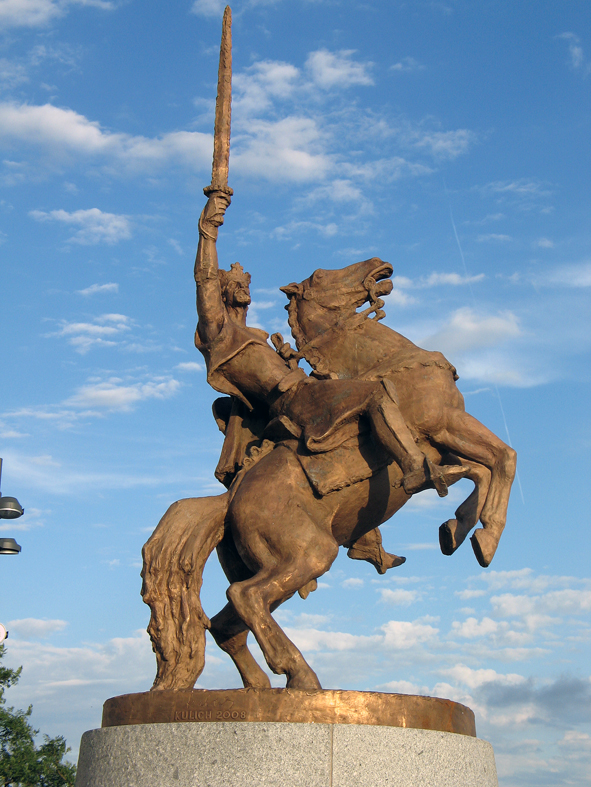
Statue équestre de Svatopluk érigée en 2010 au château de Bratislava.

Les controverses sémantiques et historiques ne sont pas anodines mais représentent des enjeux identitaires forts dans chaque pays. Le nationalisme slovaque et le nationalisme hongrois se nourrissent l'un de l'autre en s'affrontant : le second promeut l'idée de « Hongrie historique » (Történelmi Magyarország) qui se décline en trois variantes: 
1. le « protochronisme » qui affirme que les Magyars étaient une importante composante de l'Empire hunnique dès le IVe siècle et du Khaganat avar au VIe siècle, anticipant ainsi de cinq siècles l'arrivée des Magyars dans le bassin du moyen Danube et présentant la Pannonie comme un État proto-hongrois précédant les Slaves (donc les Slovaques) dans ce périmètre[7],[8];
2. l'« historisme » qui affirme que la « Hongrie millénaire » (Millenniumi Magyarország fastueusement commémorée en 1896) est le seul État historique de la région, ses voisins étant tous plus tardifs et, pour la plupart, apparus seulement en 1918, les peuples qu'ils affirment représenter n'ayant donc pas d'histoire ; selon cet historisme, dans le bassin du moyen Danube, seuls les toponymes magyars sont « historiques » tandis que les noms des mêmes lieux en d'autres langues, même quand ils sont d'origine slave comme Košice, seraient des « néologismes » apparus en 1918 lorsqu'ils sont devenus officiels[9] ;
3. l'« ethnicisme » qui considère comme « Hongrois » non pas, selon le droit du sol et le droit international, les citoyens de la Hongrie et eux seuls quelles que soient leurs origines et langues, mais, selon droit du sang, les Magyars de souche dont ceux de Slovaquie, quelle que soit leur citoyenneté. Ainsi, les minorités non-magyares de Hongrie ne sont pas considérées comme hongroises, tandis que les Magyars d'outre-frontières (devenus un enjeu dans la politique intérieure hongroise sur le thème de leurs droits historiques) le sont, et Budapest leur offre, s'ils le demandent, la citoyenneté hongroise (magyar állampolgárság) même s'ils résident à l'étranger et ont déjà une autre citoyenneté[10],[11]. Cela crée des tensions avec les États voisins[12]. Ce dernier point rapproche la Hongrie de la Russie qui, elle aussi, considère comme « Russes » toutes les personnes d'origine russe quelle que soit leur citoyenneté et leur pays de résidence, quitte à éventuellement annexer les territoires où ces « Russes ethniques » sont nombreux (voir Nationalisme russe)[13].

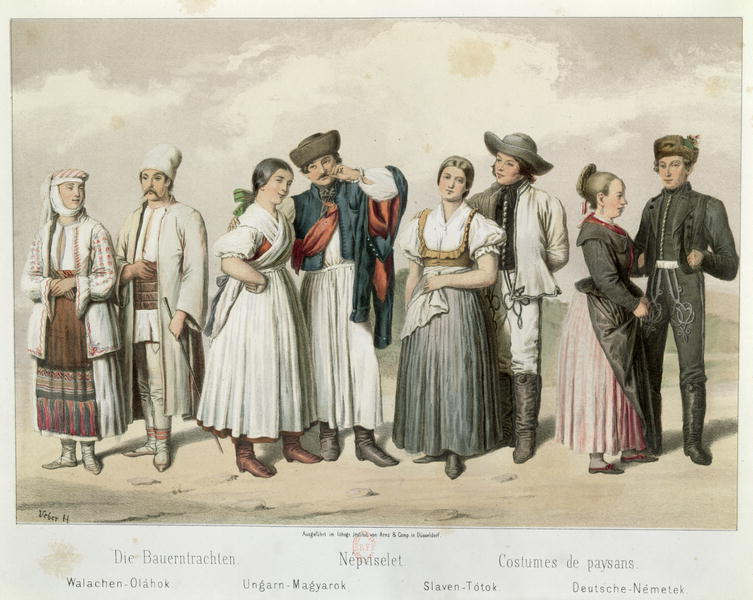
Sur cette illustration austro-hongroise de Valaques, de Magyars, de Slovaques et d'Allemands de Hongrie, les Slovaques (troisième couple de gauche à droite) sont appelés en hongrois Tótok.

La région habitée par les Slovaques au nord de la Hongrie d'avant 1918 n'avait pas de statut légal, constitutionnel ou politique mais avait, en revanche, une identité culturelle que les Magyars eux-mêmes reconnaissaient à travers la dénomination de Tótokország (« pays slovaque »). Des sources du XVIe siècle y font référence sous les dénominations Sclavonia ou encore Slováky, noms qui qualifiaient une aire à la fois géographique et ethnique, aux limites indéfinies. 
À l'époque des guerres ottomanes, le terme hongrois Felső-Magyarország (littéralement : « Hongrie Supérieure », en slovaque : Horné Uhorsko, en allemand : Oberungarn) correspondait à la partie nord-est du royaume de Hongrie (l'est de la Slovaquie), alors que les régions au nord-ouest (l'ouest de la Slovaquie) appartenaient à la Basse-Hongrie (Alsó-Magyarország « Hongrie inférieure ») : c'est ainsi que dans la nouvelle organisation administrative et militaire (végvár) de la Hongrie royale, la capitainerie de Haute-Hongrie (Felső-magyarországi főkapitányság) était située à l'est de la capitainerie des villes minières (Bányavárosi főkapitányság) dont le territoire correspond à peu près à la moitié ouest de la Slovaquie actuelle. Lorsque la plus grande partie de cette zone nord-est de la Hongrie royale est devenue brièvement entre 1682 et 1685, sous Imre Thököly, une principauté indépendante vassale de l'Empire ottoman, elle a gardé ce même nom de Haute-Hongrie (Felső-magyarországi Fejedelemség).
Le mot slovaque Horné Uhorsko fait référence à la Hongrie dans son territoire d'avant 1918 ethniquement hétérogène : Uhorsko, tandis que le terme Maďarsko désigne quant à lui la Hongrie en tant qu'État-nation ethniquement homogène des Magyars, issue de la fragmentation en 1918 de la précédente, et dont les frontières furent dessinées par la « commission Lord » en 1919 et officialisées au traité de Trianon en 1920. D'usage encore rare en hongrois au XVIIIe siècle et devenant fréquent à partir du XIXe siècle, le terme Felvidék désignait les zones montagneuses du nord du royaume de Hongrie, à population mélangée consistant principalement en Slovaques, avec des minorités hongroises, allemandes, ruthènes et juives. Le mot, avec son élément essentiel fel- « du haut », s'opposait aux plaines du sud Alföld (grande plaine de Hongrie) et Kisalföld (petite plaine de Hongrie) avec leur élément al- « du bas », et pouvait être utilisé comme synonyme de Felső-Magyarország. Ce nom géographique Felvidék a pour équivalents en slovaque : Horná zem, en allemand : Oberland, en yiddish : אױבערלאַנד (Oyberland).
Cependant, la signification de ce nom propre a évolué après la Première Guerre mondiale, alors que Felső-Magyarország « Hongrie supérieure » n'était plus utilisé. Felvidék fut alors utilisé en hongrois pour désigner les régions détachées de la Hongrie au nord du pays (Slovaquie et Ruthénie subcarpathique), puis après la Seconde Guerre mondiale pour désigner la Slovaquie seule, la Ruthénie subcarpathique (ou Transcarpatie) ayant été annexée par l'URSS.
Aujourd'hui en Hongrie, Felvidék peut être utilisé pour désigner la Slovaquie. C'est également le seul terme utilisé dans l'historiographie hongroise pour parler de la Slovaquie actuelle au Moyen Âge (de façon anachronique, puisque le terme Felvidék n'était pas encore utilisé en hongrois à l'époque), tandis que les trois comitats de l'ancienne Haute-Hongrie qui restèrent intégrés à la Hongrie après la Première Guerre mondiale ne sont jamais appelés Haute-Hongrie (Felvidék), mais uniquement Hongrie du Nord (Észak-Magyarország).
Cet usage de Felvidék « Haut-Pays » pour désigner l'ensemble de la Slovaquie d'aujourd'hui est perçu par les Slovaques comme offensant, et comme inapproprié par les Hongrois non-nationalistes. Felvidék est par ailleurs couramment employé depuis l'ouverture du rideau de fer dans un sens autonomiste territorial par la minorité hongroise du Sud de la Slovaquie, pour désigner uniquement les régions de Slovaquie à population majoritairement hongroise : c'est ainsi que le quotidien de Slovaquie de langue hongroise Új Szó distingue systématiquement Felvidék de Szlovákia « Slovaquie ». Un certain nombre de membres de la minorité hongroise de Slovaquie se désignent eux-mêmes comme felvidéki magyarok (littéralement : « Hongrois du Haut-Pays »).
En 2006, le politicien slovaque Robert Fico réagit à l'historisme de la « Hongrie historique » (Történelmi Magyarország) en revendiquant un « historisme raisonnable » (rozumný historizmus) et des manuels scolaires d'histoire promouvant « un esprit de dignité nationale slovaque », selon la formule de la Matica slovenská, soit, en pratique, l'adoption d'une démarche symétrique de celle de l'enseignement hongrois, visant à récrire l'histoire dans un esprit nationaliste. Ainsi, la Grande-Moravie est décrite comme un État « proto-tchécoslovaque » et même « proto-slovaque », ce qui selon Edouard Krekovič, Elena Mannová et Eva Krekovičová est un mythe nationaliste, au même titre que la « résurrection d'anciennes traditions » qui en fait n'existaient pas ou n'étaient pas spécifiquement slovaques auparavant. Le politologue slovaque Miroslav Kusý estime qu'en utilisant une telle rhétorique scientifiquement discutable, visant à falsifier l'histoire pour renforcer le chauvinisme, le discours de Robert Fico est l'équivalent slovaque du « grand-hungarisme » magyar.
Ces dérives pseudo-historiques des deux côtés de la frontière rendent irréalisable un manuel d'histoire commun et objectif, à l'image du manuel d'histoire commun franco-allemand.

### Minorité hongroise en Slovaquie

#### Représentation
Il y a deux partis politiques qui se consacrent à la défense des intérêts des Hongrois de Slovaquie : le Most-Híd et le Parti de la coalition hongroise (MKP).
Depuis le 7 mai 2023, Ľudovít Ódor, un Hongrois de Slovaquie, né à Komárno, est président du gouvernement de Slovaquie.

#### Utilisation de la langue hongroise

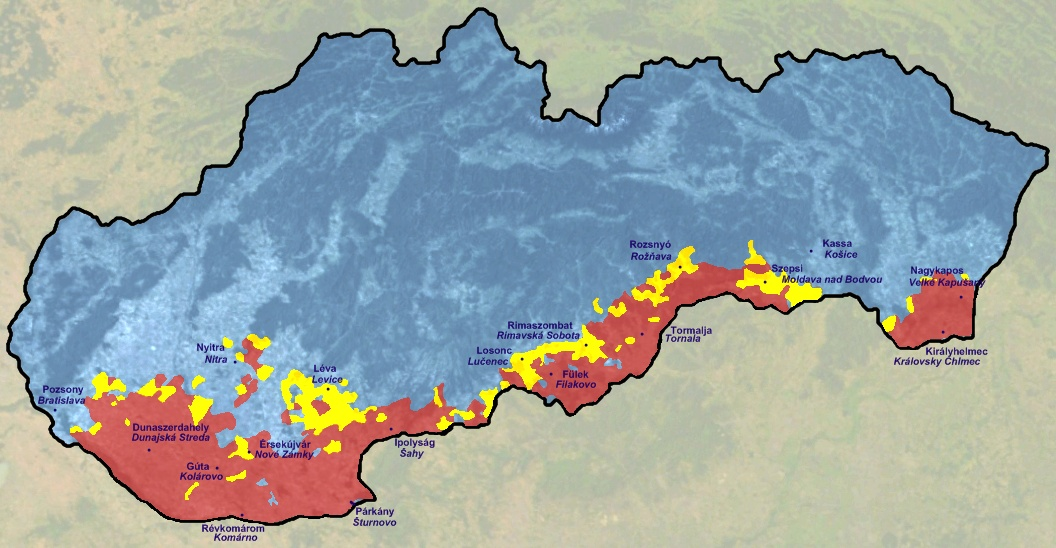
Hongrois en Slovaquie (recensement 2001)
50-100 %
10-50 %
0-10 %

À la suite de la modification de 2009 de la loi slovaque de 1995 sur la langue d'État, la langue slovaque devient seule langue utilisée pour la communication orale et écrite dans les bureaux et organismes d'État, ainsi que dans un grand nombre d'autres cas, détaillés d'usage public au quotidien (concernant jusqu'aux médecins). L'utilisation d'autres langues à sa place est punie d'une amende de 100 à 5 000 euros. Du point de vue juridique, c'est le fait que la langue tchèque soit exclue de cette loi qui peut constituer une discrimination ethnique vis-à-vis des autres communautés minoritaires.
À la suite d'une nouvelle modification de la loi en décembre 2010, entrée en vigueur en mars 2011, l'amende maximum passe à 2 500 euros, et les personnes physiques ne peuvent plus être condamnées. Le 25 mai 2011, une autre modification, entrée en vigueur en juillet après avoir été renvoyée au Parlement par le chef de l'État Ivan Gašparovič, abaisse à 15 % le seuil de 20 % de population dans une localité pour l'usage public d'une langue (par ex. hôpitaux) sous réserve de résultat positif de deux référendums liés à cette question, permet de fournir des extraits bilingues des actes de l'état-civil, qui doit être tenu en slovaque, et permet au maire et aux conseillers municipaux d'utiliser la langue locale dans leurs délibérations s'ils sont d'accord pour cela.
En mars 2012, le SNS a présenté à la Présidence de la République une pétition en faveur de l'usage officiel exclusif du slovaque, mais après vérifications, elle n'atteignait pas le nombre de signatures voulu pour qu'un référendum puisse être tenu sur le sujet.

## Incidents diplomatiques

### Affaire du projet Gabčíkovo-Nagymaros
L'affaire du projet Gabčíkovo-Nagymaros est un litige inter-étatique concernant la construction et de l'exploitation de barrages sur le Danube.
La Hongrie et la Tchécoslovaquie avaient signé un accord à Budapest le 16 septembre 1977 pour construire et exploiter conjointement plusieurs barrages et aménagements le long de la frontière hongro-slovaque, afin d'empêcher les inondations, de faciliter la circulation sur le Danube et de produire de l'énergie propre. En 1989, à cause de difficultés financières et de manifestations de l'opposition en Hongrie, la Hongrie décida unilatéralement de se retirer du projet, alors que la majorité des travaux côté slovaque avaient déjà été effectués.
Le cas fut porté conjointement par la Hongrie et la Slovaquie devant la Cour internationale de justice en 1993. La Cour a rendu le 25 septembre 1997 un premier arrêt : celui-ci donne tort aux deux parties, la Hongrie pour s'être retirée unilatéralement de l'accord conclu, la Slovaquie pour avoir mis en service la centrale, et fournit des indications détaillées sur l'exécution de l'arrêt, concernant les aspects environnementaux et les moyens de dédommagement.
La Slovaquie a demandé un arrêt supplémentaire dès 1998, concernant notamment l'interprétation du premier arrêt. Depuis lors, un projet d'accord sur l'exécution de l'arrêt est toujours l'objet de négociations entre les deux gouvernements.

### Hedvig Malina
Hedvig Malina (en hongrois : Malina Hedvig), une étudiante d'origine hongroise de Horné Mýto (Felsővámos) fut agressée et volée lors d'une attaque haineuse le 25 août 2006 à Nitra après avoir parlé hongrois en public. Son cas fut source de nombreuses controverses et tensions dans les relations hongro-slovaques.
Elle affirme que ses attaquants, de jeunes skinheads auraient écrit « SK bez parazitov » (« La Slovaquie sans parasites ») et « Maďari za Dunaj » (« Les hongrois de l'autre côté du Danube ») sur ses vêtements. La police slovaque affirma que l'incident n'eut jamais lieu, mais sans fournir d'explications pour les blessures de la victime. Malina fut ensuite accusée de parjure.
La plupart des partis politiques slovaques condamnèrent l'agression, à l'exception notable du SNS de Ján Slota.
En décembre 2007, 15 mois après l'incident, la police fournit l'enregistrement vidéo de la première interrogation de Malina à son avocat Roman Kvasnica. Plusieurs manquements devinrent apparents: la police n'avait pas mentionné précédemment que trois autres policiers étaient présents, que deux caméras furent utilisés (et non une), et qu'ils arrêtèrent les équipements d'enregistrement à plusieurs reprises. Sur un entretien de six heures, cinq furent enregistrées (et seulement trois remises à l'avocat de la victime). Malina est toujours accusée de parjure.
Malina saisit la Cour européenne des droits de l'homme, pour se plaindre de la conduite « inhumaine et humiliante » des officiels slovaques. Elle affirma au Népszabadság qu'elle ne cherchait qu'à obtenir une « satisfaction morale ».

### L'incident des visites guidées de Bratislava
En 2006, deux professeurs hongrois d'histoire accompagnant à Bratislava un groupe d'étudiants de Szekszárd, et leur expliquant en hongrois le rôle de la cathédrale dans l'histoire hongroise, ont été arrêtés par la police en tant que guides touristiques illégaux ne disposant pas d'autorisation. Ceci a été interprété comme une atteinte à la liberté d'expression d'une version non slovaque de l'histoire, et le ministère de l'Intérieur hongrois a demandé des excuses officielles, ce qui a été refusé par la partie slovaque. Il est apparu ensuite qu'à cette époque à Bratislava il n'existait pas de réglementation obligeant les guides touristiques à avoir une autorisation.

### Confirmation des décrets Beneš
Le 20 septembre 2007, le Parlement slovaque a confirmé les décrets Beneš, les députés hongrois ethniques de Slovaquie étant seuls à voter contre. Les députés hongrois considérant que les décrets Beneš relèvent du principe de « culpabilité collective » utilisé pour accuser l'ensemble des populations des États sous domination nazie (occupés ou alliés au Reich) d'être responsables des crimes de leurs « collabos » ou de leurs gouvernements. Selon ces députés, les Hongrois ont ainsi été privés de leurs droits fondamentaux, ont perdu leur nationalité, leurs biens ont été confisqués et leurs familles expulsées. Selon le président de la République hongroise László Sólyom, la décision du Parlement slovaque est inacceptable et pèse de façon considérable sur les relations hungaro-slovaques.

### Match de Dunajská Streda
Le 1er novembre 2008 à Dunajská Streda (Dunaszerdahely), lors du match de football opposant l'équipe locale DAC au Slovan de Bratislava, de nombreux supporters hongrois de la DAC arboraient des symboles nationalistes ou d'extrême-droite tels que des drapeaux à bandes d'Árpád (en). Après 15 minutes de jeu, la police a chargé la tribune hongroise, faisant usage d'armes non autorisées comme la matraque télescopique et blessant quelque 60 personnes, dont certaines grièvement. Les vidéos parues sur Internet ont montré que rien ne justifiait cette action, et ce n'est que cinq jours plus tard que la police a pu présenter pour se justifier une photo où un supporter hongrois levait le poing. Le gouvernement hongrois et la presse hongroise ont décrit l'incident comme une attaque hungarophobe.

### Viktor Orbán
Le 23 mai 2009, deux semaines avant les élections européennes de 2009, au cours d'une manifestation de campagne commune du Fidesz hongrois et du MKP slovaque à Esztergom en Hongrie, le président du Fidesz et chef de l'opposition hongroise Viktor Orbán a déclaré : « Lors des élections européennes, il sera décidé combien de personnes représenteront à Bruxelles la communauté hongroise du bassin des Carpates, et dans les isoloirs (le vote de) chaque Hongrois sera attendu par un autre Hongrois de l'autre côté de la frontière. »
Cette déclaration, considérée comme de l'irrédentisme hongrois, a été condamnée par le Parlement slovaque.

### Interdiction d'entrée du président hongrois
Le 21 août 2009, le lendemain de la fête nationale hongroise de la Saint-Étienne, le président de la République hongroise László Sólyom devait se rendre à Komárno (Révkomárom) en Slovaquie pour inaugurer une statue équestre de Saint Étienne premier roi de Hongrie, financée par des dons. Selon le ministère des Affaires étrangères hongrois, la visite était préparée depuis juin et la partie slovaque n'avait aucune objection. Cependant, le 19 août, le comité des Affaires étrangères du Parlement slovaque, suivi en cela par les trois plus hauts officiels slovaques (le chef de l'État Ivan Gašparovič, le chef du gouvernement Robert Fico, le président du Parlement Pavol Paška), a qualifié cette visite de provocation, du fait que cette date est l'anniversaire de l'invasion de la Tchécoslovaquie par le Pacte de Varsovie qui incluait la Hongrie, et du fait que Sólyom ne désirait pas rencontrer de délégation slovaque.
Le jour même de l'inauguration, l'ambassade de Hongrie à Bratislava a reçu une note diplomatique du ministère des Affaires étrangères slovaque selon laquelle « compte tenu des risques pour la sécurité », la Slovaquie « refusait l'entrée sur le territoire de la République slovaque au président de la République de Hongrie, M László Sólyom, le 21 août ». Sólyom s'est finalement engagé à pied sur le pont entre Komárom et Komárno, et à la frontière au milieu du pont, alors que de nombreux policiers l'attendaient du côté slovaque, il a tenu une conférence de presse sans entrer en Slovaquie.
La Hongrie, considérant qu'en l'absence de menace réelle pour la sécurité il y a eu violation du droit de libre circulation d'un citoyen européen, a demandé en octobre 2009 à la Commission européenne d'engager contre la Slovaquie une procédure de manquement au droit européen, ce que la Commission a refusé en décembre au motif qu'il y a désaccord sur le caractère privé ou officiel de la visite, et que selon elle une visite officielle est du domaine diplomatique bilatéral et « échappe à l’application du droit de l’Union ». En tant qu'étape préalable à un recours d'un État membre contre un autre, la Hongrie a alors saisi la Commission, qui est restée d'avis que la libre circulation ne concerne pas la visite d'un chef d'État, puis finalement en juillet 2010 la Hongrie a introduit un recours en manquement contre la Slovaquie devant la Cour de justice de l'Union européenne. En mars 2012, les conclusions de l'avocat général de la Cour ont été conformes à la position de la Commission, considérant que la visite n'était pas privée, et en octobre 2012, la Cour a rejeté le recours de la Hongrie, du fait de la spécificité d'un chef d'État en droit international « avec la conséquence que les comportements de celui-ci sur le plan international, telle sa présence à l’étranger, relèvent de ce droit ».

#### Attaque de l'ambassade slovaque
Le 26 août 2009, quelques jours après l'incident de Komárno, deux cocktails Molotov furent lancés sur l'ambassade de Slovaquie à Budapest, sans prendre feu ni exploser. Les deux pays condamnèrent cette attaque et la considérèrent comme un acte criminel isolé.

#### Attaque de la voiture de l'ambassadeur slovaque
Le 28 août 2009, un chauffeur essaya de faire sortir de la route la voiture de l'ambassadeur slovaque à Budapest, Peter Weiss, avant de l'attaquer verbalement. Personne ne fut blessé lors de l'incident. Peu après, les coupables furent arrêtés par la police hongroise, et leur voiture et domicile fouillés pour essayer d'établir un lien avec l'attaque sur l'ambassade la veille.
Les autorités slovaques se refusèrent à tout commentaire, disant ne pas vouloir exacerber les relations déjà tendues entre les deux pays,.

### Commentaires de Ján Slota
Après les élections de juin 2006, le parti nationaliste SNS est devenu membre de la coalition gouvernementale, créant une situation étrange où son président Ján Slota, connu pour ses déclarations anti-hongroises et d'extrême-droite, était partenaire du Premier ministre Robert Fico dont le parti Smer est considéré de gauche. Pendant cette période de 4 ans, les commentaires grotesques de Slota sur les Hongrois se sont multipliés.

#### Menace sur Budapest
Le 5 mars 1999, à une réunion de parti, Slota probablement ivre avait déclaré : « On va monter dans nos tanks et détruire Budapest. »

#### Une « tumeur sur le corps de la nation slovaque »
En 2006, le député européen italien Michl Ebner a diffusé par courriel à tous les députés européens un florilège des remarques xénophobes de Slota, ce qui a contribué à faire connaître la perle suivante (reprise par Der Spiegel et la presse internationale en remplaçant le mot « tumeur » par « cancer ») : « Les Hongrois sont sur le corps de la nation slovaque une tumeur cancéreuse qu'il faut retirer au plus vite. »

#### « Civilisation des Hongrois par le sang slave »
En juin 2006, quelques jours avant les élections législatives slovaques, Slota a déclaré lors d'un débat télévisé : « En 1248, un évêque franc [sic] en visite dans le bassin des Carpates disait : en parcourant ce pays je me demandais comment Dieu a pu donner une terre si belle à des gens si laids. Il voulait dire les « anciens Hongrois », parce qu'ils étaient de type mongoloïde avec des jambes arquées et des chevaux si répugnants - en fait, de petits chevaux - c'est ce que l'évêque disait, c'est écrit... exactement, mot à mot... et maintenant après plus de 800 ans, d'une façon ou d'une autre ces « mongoloïdes » ont disparu... Je ne sais pas qui leur a appris à se civiliser, mais je pense que malheureusement c'est le sang slave qui l'a fait... malheureusement, et je ne sais vraiment pas si ces Hongrois, qui aiment se dire Hongrois, sont vraiment hongrois : je pense que 90 % d'entre eux ont du sang slave, et peut-être 10 % ou peut-être 0,1 % du sang « ancien hongrois », mais ils racontent quand même exprès comme des fous des histoires de turul et d'autres choses insensées... »

#### Identité et symboles hongrois
Le 4 janvier 2008, Slota a déclaré à l'agence de presse SITA qu'en Slovaquie « il n'y a pas de Hongrois (Maďari), mais des Slovaques qui s'expriment en hongrois. » Selon lui, en France non plus il n'y a pas d'Algériens ni de Marocains, ils sont tous Français et « ils se répartissent entre Français, immigrés et étrangers. Nous devrions appeler nos concitoyens du Sud de la Slovaquie des Slovaques de langue maternelle hongroise. Et j'ai même des doutes, parce qu'il y en a plein qui sont des Slovaques magyarisés. »
Le 9 mai 2008, pour défendre la loi slovaque sur l'enseignement, les chefs de partis de la coalition gouvernementale, Robert Fico, Slota et Mečiar présentaient un manuel scolaire d'histoire utilisé dans l'enseignement en hongrois en Slovaquie et approuvé par le ministère hongrois, lorsqu'à propos de la quatrième de couverture avec la photo de la statue équestre du premier roi de Hongrie Saint Étienne au château de Buda, Slota a dit que « ce serait là ce fameux clown hongrois à cheval ».
En septembre 2008, alors que les Premiers ministres hongrois et slovaques se rencontraient à Bruxelles, Slota inaugurant une double croix à Malacky a déclaré : « Sur notre territoire, malheureusement, on a érigé plus souvent de ces oiseaux laids, de ces perroquets hongrois appelés turul » (faucon mythique hongrois).

#### Doubles croix contreturuls
Le 8 janvier 2008, à l'occasion de l'inauguration à Čerhov d'une double croix monumentale, correspondant au symbole présent sur les armoiries de la Slovaquie (mais aussi de la Hongrie), Slota a déclaré : « Nous allons ériger des doubles croix slovaques dans toute la Slovaquie, même dans le Sud [zone de population hongroise], pour ne pas avoir à regarder ébahis des abrutis d'oiseaux turul hongrois voleter au-dessus de la Slovaquie du Sud. » Il a précisé en octobre 2008, lors de l'inauguration d'une autre double croix à Pavlovce, que s'il veut des doubles croix le long de la frontière hongroise, c'est pour que les gens qui arrivent de Hongrie « prennent note de ce qu'ils ne sont pas en Haute-Hongrie mais en Slovaquie. »

#### Ministre des Affaires étrangères hongroise
Slota a insulté à plusieurs reprises Kinga Göncz, alors ministre des Affaires étrangères hongroise, notamment le 5 octobre 2008 en critiquant ses cheveux et en la comparant à Hitler : « Nous ne cédons pas à la pression de Budapest sur nous venant de la direction de notre voisin méridional : une femme aux cheveux ébouriffés, une miséreuse, lance ici des menaces et pose des questions au Premier ministre slovaque à qui elle n'arrive pas à la cheville. Ce qu'ils font est le summum de l’arrogance. Je pourrais la comparer à Henlein et à ce petit homme à moustache de la cave de Munich [Hitler]. Lui aussi utilisait la même rhétorique que cette femme. Peut-être que sa moustache à elle aussi a déjà commencé à pousser. »

#### « Saint Étienne a massacré ces Mongols »
Le 17 avril 2010, Slota a déclaré à l'agence de presse slovaque TASR : « Saint Étienne [premier roi de Hongrie] s’est associé avec les princes slovaques et les chevaliers francs et a tué ces Mongols [les Hongrois] sur le territoire de la Hongrie historique d'alors. Il est possible que certains soient restés en se cachant dans les roseaux. (...) Saint Étienne n'était pas un roi hongrois mais un roi de la Hongrie historique (Uhorsko) qui parlait mieux allemand que hongrois. (...) C'est le fameux Saint Étienne qui est celui qui les a massacrés, c'est-à-dire qui a massacré leurs ancêtres. (...) La nation slovaque est autochtone sur ce territoire depuis déjà 1500 ans. Les tribus hongroises mongoloïdes qui sont arrivées ici sur ces chevaux poilus répugnants viennent seulement de fêter leur millénaire. (...) Les restes de ces vagabonds, de ces nomades, sont devenus très peu nombreux sur le territoire de la Hongrie. »